# Amherst (Maine)
Amherst ist eine Town im Hancock County des Bundesstaates Maine in den Vereinigten Staaten. Im Jahr 2020 lebten dort 248 Einwohner in 162 Haushalten auf einer Fläche von 102,64 km².

## Geografie
Nach dem United States Census Bureau hat Amherst eine Gesamtfläche von 102,64 km², von denen 101,84 km² Land sind und 0,8 km² aus Gewässern bestehen.

### Geografische Lage
Amherst liegt zentral im Westen des Hancock Countys, an der Grenze zum Penobscot County. Der Union River fließt in südlicher Richtung durch die Town. Es gibt mehrere kleinere Seen auf dem Gebiet von Amherst. Die Oberfläche ist hügelig und die höchste Erhebung ist der 349 m hohe Peaked Mountain.

### Nachbargemeinden
Alle Entfernungen sind als Luftlinien zwischen den offiziellen Koordinaten der Orte aus der Volkszählung 2010 angegeben.
- Norden: Northwest Hancock, Unorganized Territory, 4,6 km
- Nordosten: Great Pond, 11,1 km
- Osten: Aurora, 14,9 km
- Südosten: Osborn, 17,6 km
- Süden: Mariaville, 5,3 km
- Westen: Clifton, Penobscot County, 9,1 km
- Nordwesten: Bradley, Penobscot County, 16,3 km

### Stadtgliederung
In Amherst gibt es drei Siedlungsgebiete: Amherst, Archers Corner und Tannery Loop.

### Klima
Die mittlere Durchschnittstemperatur in Amherst liegt zwischen −7,2 °C (19° Fahrenheit) im Januar und 20,6 °C (69° Fahrenheit) im Juli. Damit ist der Ort gegenüber dem langjährigen Mittel der USA um etwa 6 Grad kühler. Die Schneefälle zwischen Oktober und Mai liegen mit bis zu zweieinhalb Metern mehr als doppelt so hoch wie die mittlere Schneehöhe in den USA; die tägliche Sonnenscheindauer liegt am unteren Rand des Wertespektrums der USA.

## Geschichte
Amherst wurde als Plantation im Jahr 1822 organisiert. Zuvor trug das Gebiet die Bezeichnung township of T26 MD, BPP oder aus Plantation No. 26. Die Organisation als Town erfolgte am 5. Februar 1831. Benannt wurde Amherst nach Amherst in New Hampshire.
Amherst ist eine sehr kleine Gemeinde. Die Hauptsiedlungsgebiete liegen an der Maine State Route 9. Die Straßen ins Hinterland sind zumeist nicht befestigt.

### Einwohnerentwicklung
| Volkszählungsergebnisse – Town of Amherst, Maine | Volkszählungsergebnisse – Town of Amherst, Maine | Volkszählungsergebnisse – Town of Amherst, Maine | Volkszählungsergebnisse – Town of Amherst, Maine | Volkszählungsergebnisse – Town of Amherst, Maine | Volkszählungsergebnisse – Town of Amherst, Maine | Volkszählungsergebnisse – Town of Amherst, Maine | Volkszählungsergebnisse – Town of Amherst, Maine | Volkszählungsergebnisse – Town of Amherst, Maine | Volkszählungsergebnisse – Town of Amherst, Maine | Volkszählungsergebnisse – Town of Amherst, Maine |
| Jahr                                             | 1800                                             | 1810                                             | 1820                                             | 1830                                             | 1840                                             | 1850                                             | 1860                                             | 1870                                             | 1880                                             | 1890                                             |
| ------------------------------------------------ | ------------------------------------------------ | ------------------------------------------------ | ------------------------------------------------ | ------------------------------------------------ | ------------------------------------------------ | ------------------------------------------------ | ------------------------------------------------ | ------------------------------------------------ | ------------------------------------------------ | ------------------------------------------------ |
| Einwohner                                        |                                                  |                                                  |                                                  |                                                  | 196                                              | 323                                              | 384                                              | 350                                              | 400                                              | 375                                              |
| Jahr                                             | 1900                                             | 1910                                             | 1920                                             | 1930                                             | 1940                                             | 1950                                             | 1960                                             | 1970                                             | 1980                                             | 1990                                             |
| Einwohner                                        | 364                                              | 275                                              | 198                                              | 163                                              | 146                                              | 151                                              | 168                                              | 148                                              | 203                                              | 226                                              |
| Jahr                                             | 2000                                             | 2010                                             | 2020                                             | 2030                                             | 2040                                             | 2050                                             | 2060                                             | 2070                                             | 2080                                             | 2090                                             |
| Einwohner                                        | 230                                              | 265                                              | 248                                              |                                                  |                                                  |                                                  |                                                  |                                                  |                                                  |                                                  |

## Wirtschaft und Infrastruktur

### Verkehr
Die Maine State Route 9 verläuft in westöstlicher Richtung durch Amherst. Von ihr zweigt im Village Amherst die Maine State Route 181 in südlicher Richtung ab.

### Öffentliche Einrichtungen
Es gibt keine medizinischen Einrichtungen oder Krankenhäuser in Amherst. Die nächstgelegenen befinden sich in Eddington oder Orono.
Die nächstgelegene Bibliothek befindet sich in der Airline Community School in Aurora.

### Bildung
Amherst gehört mit Aurora, Dedham, Great Pont, Orrington und Osborn zum CSD #8.
Im Schulbezirk werden folgende Schulen angeboten:
- Airline Community School in Aurora, mit Schulklassen vom Pre-Kindergarten bis 8. Schuljahr
- Center Drive School in Orrington, bis Klasse 8
- Dedham School in Dedham, mit Schulklassen vom Pre-Kindergarten bis 8. Schuljahr